# And Winter Came...
And Winter Came... é o sétimo álbum de estúdio da cantora, compositora e musicista irlandesa Enya, lançado em 10 de outubro de 2008 pela Warner Bros. Records. 
Depois de gravar novas canções de Natal para seu quarto EP, Sounds of the Season: The Enya Collection (2006), Enya começou a trabalhar em um álbum de Natal com canções tradicionais e faixas originais, mas a ideia foi mudada para uma coleção de canções com tema de Natal ou inverno, uma vez que melhor se adequava ao estilo do novo material. And Winter Came... foi gravado com seus colaboradores de longa data, o arranjador e produtor Nicky Ryan, e sua esposa, a letrista Roma Ryan.
O álbum recebeu críticas mistas e positivas de críticos musicais, e se tornou um sucesso mundial, alcançando o top 10 em 21 países em suas primeiras três semanas, incluindo o 8º lugar na parada Billboard 200 nos Estados Unidos, e o 6º na parada britânica UK Albums Chart. A faixa "Trains and Winter Rains" foi o único single físico do álbum, e foi seguido por "Dreams Are More Precious", "White Is in the Winter Night" e "My! My! Time Flies!", lançados como downloads digitais. Para promover o álbum, Enya fez várias entrevistas, participações e apresentações ao vivo. O álbum vendeu mais de 3 milhões de cópias em todo o mundo.

## Lista de faixas
Todas as músicas compostas por Enya; todas as letras escritas por Roma Ryan; todas as canções produzidas por Nicky Ryan (exceto a música e a letra de "O Come, O Come, Emmanuel" e "Oíche Chiúin (Chrorale)", que são canções populares, com arranjos de Enya e Nicky Ryan).
| And Winter Came... – Edição padrão |                                |         |  |
| N.º                                | Título                         | Duração |  |
| 1.                                 | "And Winter Came..."           | 3:15    |  |
| 2.                                 | "Journey of the Angels"        | 4:47    |  |
| 3.                                 | "White Is in the Winter Night" | 3:00    |  |
| 4.                                 | "O come, O come, Emmanuel"     | 3:40    |  |
| 5.                                 | "Trains and Winter Rains"      | 3:44    |  |
| 6.                                 | "Dreams are More Precious"     | 4:25    |  |
| 7.                                 | "Last Time by Moonlight"       | 3:57    |  |
| 8.                                 | "One Toy Soldier"              | 3:54    |  |
| 9.                                 | "Stars and Midnight Blue"      | 3:08    |  |
| 10.                                | "The Spirit of Christmas Past" | 4:18    |  |
| 11.                                | "My! My! Time Flies!"          | 3:02    |  |
| 12.                                | "Oíche Chiúin" (Chorale)       | 3:49    |  |
| Duração total:                     | Duração total:                 | 44:59   |  |

| And Winter Came... – Faixa bônus exclusiva da Amazon |                |         |  |
| N.º                                                  | Título         | Duração |  |
| 13.                                                  | "Miraculum"    | 3:53    |  |
| Duração total:                                       | Duração total: | 48:52   |  |

## Certificações e vendas
| Críticas profissionais                                                      | Críticas profissionais |
| Avaliações da crítica                                                       | Avaliações da crítica  |
| Fonte                                                                       | Avaliação              |
| --------------------------------------------------------------------------- | ---------------------- |
| Allmusic                                                                    | [ 1 ]                  |
| The Times on Line                                                           | (sem nota)             |
| Esta tabela precisa de ser acompanhada por texto em prosa. Consulte o guia. |                        |

| País           | Providenciador | Certificações | Vendas    |
| -------------- | -------------- | ------------- | --------- |
| Alemanha       | BVMI           | Platina       | 200,000   |
| Australia      | ARIA           | Platina       | 70,000    |
| Austria        | IFPI           | Ouro          | 10,000    |
| Belgica        | BEA            | Platina       | 30,000    |
| Dinamarca      | IFPI           | Ouro          | 15,000    |
| Espanha        | PROMUSICAE     | Ouro          | 40,000    |
| Estados Unidos | RIAA           | Ouro          | 838,000   |
| Europa         | IFPI           | Platina       | 1,000,000 |
| França         | SNEP           | Ouro          | 75,000    |
| Irlanda        | IRMA           | Platina       | 15,000    |
| Italia         | FIMI           | Platina       | 70,000    |
| Japão          | RIAJ           | Platina       | 250,000   |
| Nova Zelândia  | RIANZ          | Platina       | 15,000    |
| Reino Unido    | BPI            | Ouro          | 100,000   |
| Russia         | NFPP           | Ouro          | 10,000    |
| Suécia         | IFPI           | Ouro          | 20,000    |
| Suíça          | IFPI           | Platina       | 30,000    |

## Desempenho nas paradas
Álbum
| Ano  | Paradas                     | Posição |
| ---- | --------------------------- | ------- |
| 2008 | The Billboard 200 (EUA)     | 8       |
| 1991 | Top New Age Albums (EUA)    | 1       |
| 1991 | Official Albums Chart (BPI) | 6       |

Singles
| Ano  | Single                         | Parada                   | Posição |
| ---- | ------------------------------ | ------------------------ | ------- |
| 2008 | "Trains and Winter Rains"      | Adult Contemporary (EUA) | 27      |
| 2008 | "White Is in the Winter Night" | Adult Contemporary (EUA) | 7       |